# Alec Empire
Alec Empire (nascido Alexander Wilke-Steinhof) (Charlottenburg, Berlim Ocidental, 2 de Maio de 1972) é um músico alemão conhecido como um dos membros fundadores da banda Atari Teenage Riot. Também um prolífico e distinto artista, produtor e DJ, ele publicou mais de uma centena de álbuns, EPs e singles e tem remixada mais de setenta faixas de vários artistas como Björk. Ele também foi a força motriz por trás da criação do subgênero digital hardcore e do selo Digital Hardcore Recordings e Eat Your Heart Out.